# Drzewce-Kolonia (województwo lubelskie)
Drzewce-Kolonia – kolonia w Polsce położona w województwie lubelskim, w powiecie puławskim, w gminie Nałęczów. Znajduje się tam stacja PKP Nałęczów, stacja NKW Nałęczów Wąsk. oraz przystanek PKS Nałęczów Drzewce-Kolonia.
W latach 1975–1998 miejscowość administracyjnie należała do ówczesnego województwa lubelskiego.
Wieś stanowi sołectwo gminy Nałęczów. Według Narodowego Spisu Powszechnego z roku 2011 wieś liczyła 753 mieszkańców.
Wierni Kościoła rzymskokatolickiego należą do parafii Miłosierdzia Bożego w Piotrowicach lub do parafii św. Wojciecha w Wąwolnicy.

## Przebudowa dworca PKP Nałęczów
Na terenie sołectwa znajduje się dworzec PKP Nałęczów wraz z zabytkowym budynkiem dworcowym oraz przystankiem autobusowym. W latach 2016–2019 odbyła się modernizacja całego terenu dworca w związku z przebudową linii kolejowej nr. 7, 